# Clonmacnoise

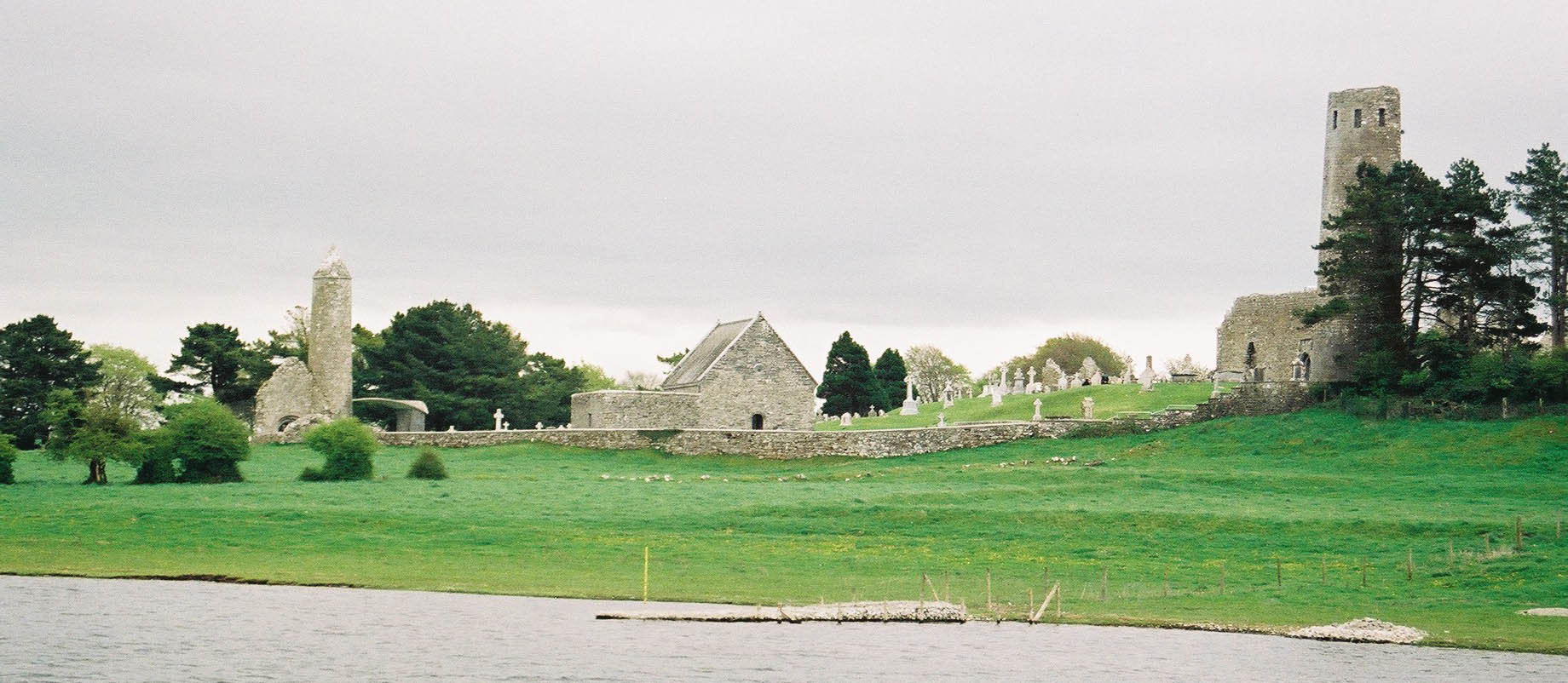
Panorama Clonmacnoise od strony rzeki Shannon

Clonmacnoise (irl. Cluain Mhic Nóis, dosł. "łąka synów Nósa") – wczesnośredniowieczny zespół klasztorny położony nad rzeką Shannon na południe od Athlone w hrabstwie Offaly w Irlandii.
Pierwszy klasztor w Clonmacnoise został założony ok. 545 przez świętego Kiarana (irl. Ciarán) w miejscu, gdzie z rzeką Shannon krzyżował się ważny szlak handlowy wiodący na zachód.
Clonmacnoise było w średniowieczu znaczącym ośrodkiem kultury i sztuki – powstawały tu liczne bogato iluminowane manuskrypty (np. XII-wieczna The Book of the Dun Cow, irl. Lebor na hUidre). Pochowano tu również wielu królów Connacht i Tary oraz w 1198 ostatniego wielkiego króla Irlandii, Rory’ego O’Connora (irl. Ruaidri Ua Conchobair).

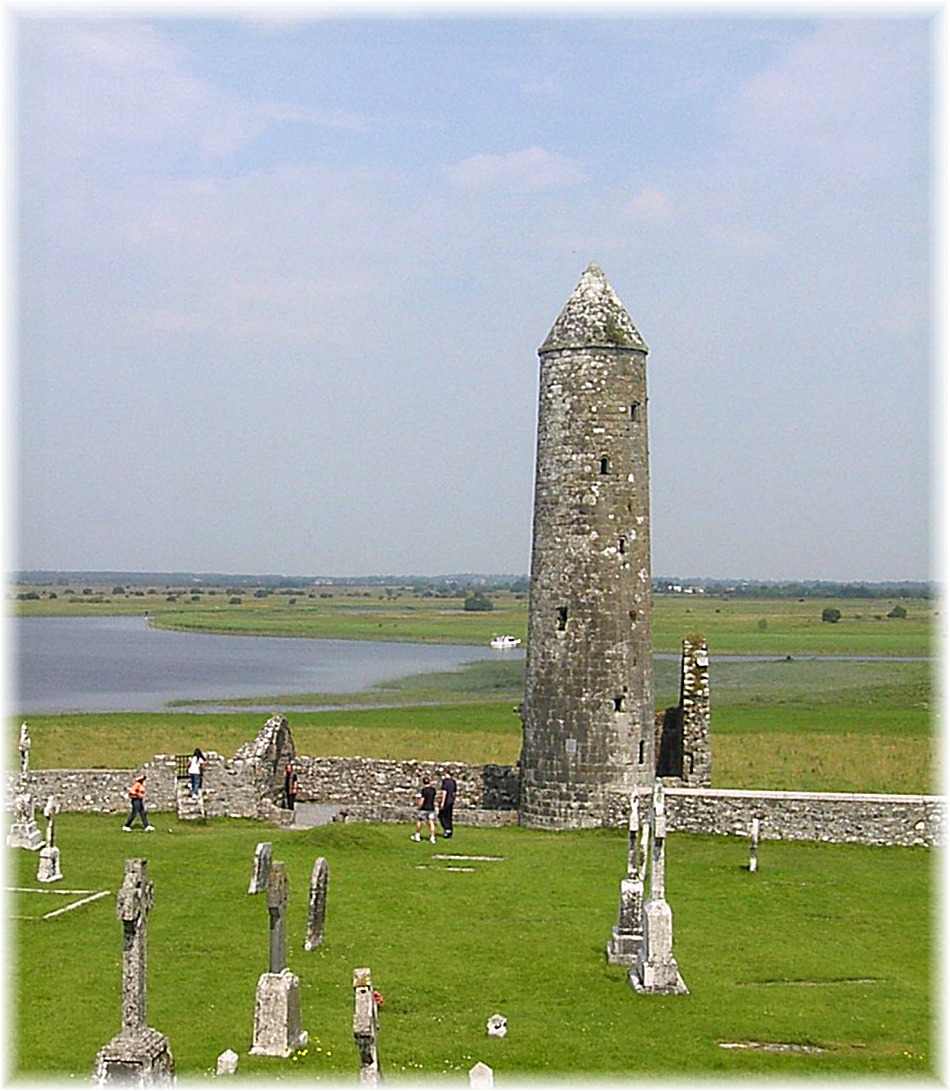
Okrągła wieża w Clonmacnoise nad rzeką Shannon

Ważniejsze budowle w obrębie zespołu to: katedra z X wieku, okrągła wieża ukończona w 1124, XII-wieczny romański kościół oraz przede wszystkim rzeźbione w kamieniu celtyckie wysokie krzyże. Najstarszy, Krzyż Północny, pochodzi z ok. 800 roku. Jednym z najciekawszych zachowanych w Irlandii krzyży jest tutejszy The Cross of the Scriptures ("Krzyż Pisma") z początku X wieku, przedstawiający religijne sceny ukrzyżowania, sądu ostatecznego i Chrystusa w grobie oraz jedną scenę świecką, ukazującą prawdopodobnie stawianie owego krzyża przez króla i opata.
W 2010 roku miasto klasztorne Clonmacnoise i jego krajobraz kulturowy zostało wpisane na irlandzką listę informacyjną UNESCO – listę obiektów, które Irlandia zamierza rozpatrzyć do zgłoszenia do wpisu na listę światowego dziedzictwa UNESCO.

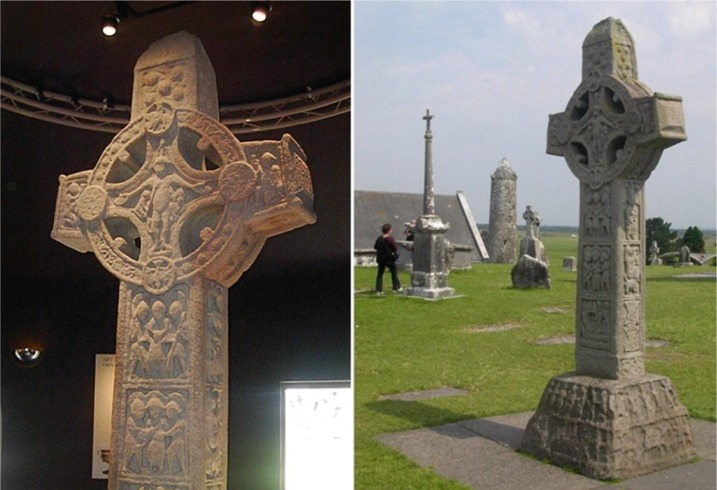
"Krzyż Pisma" w Clonmacnoise
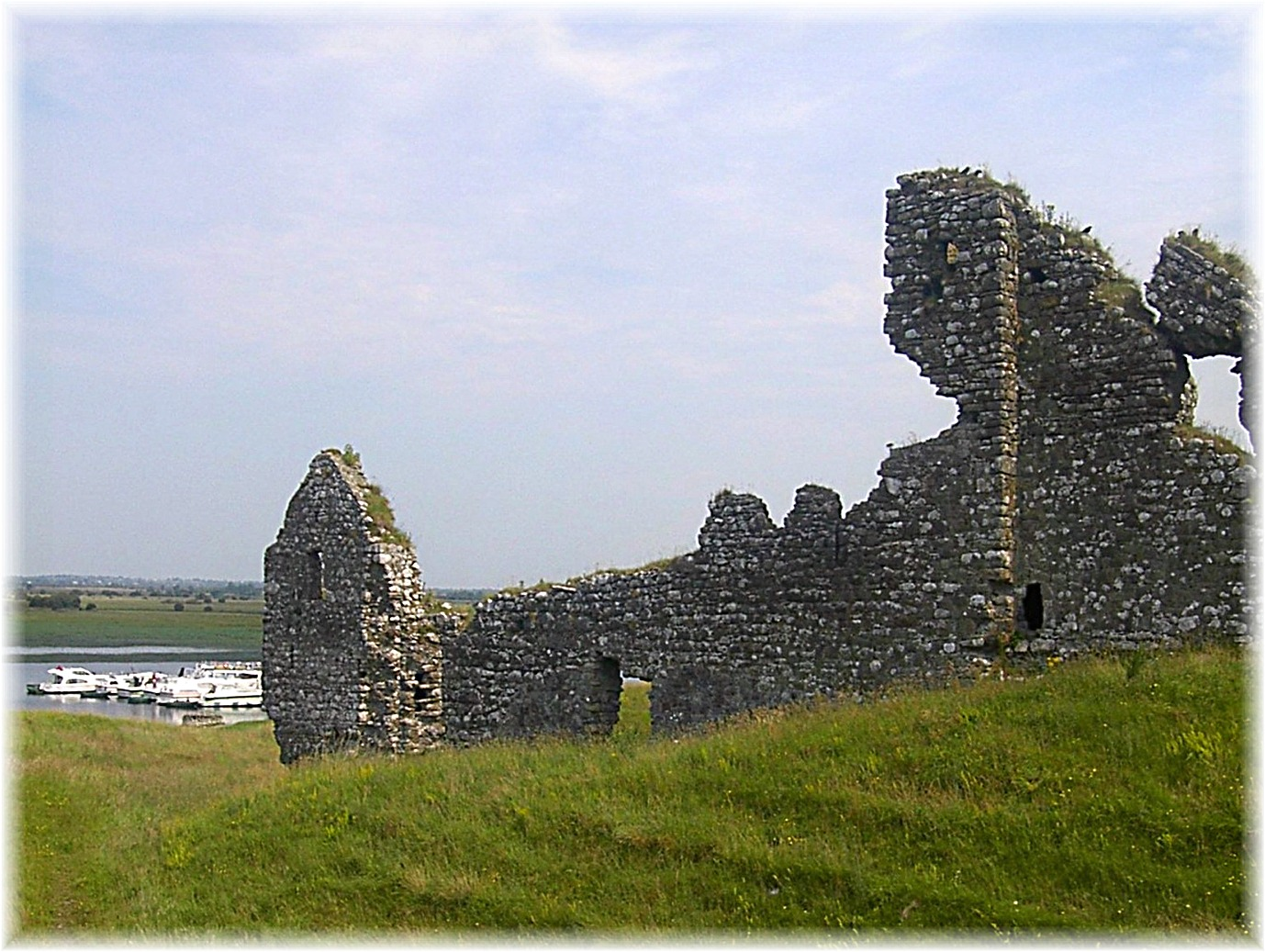
Ruiny z czasów normańskich
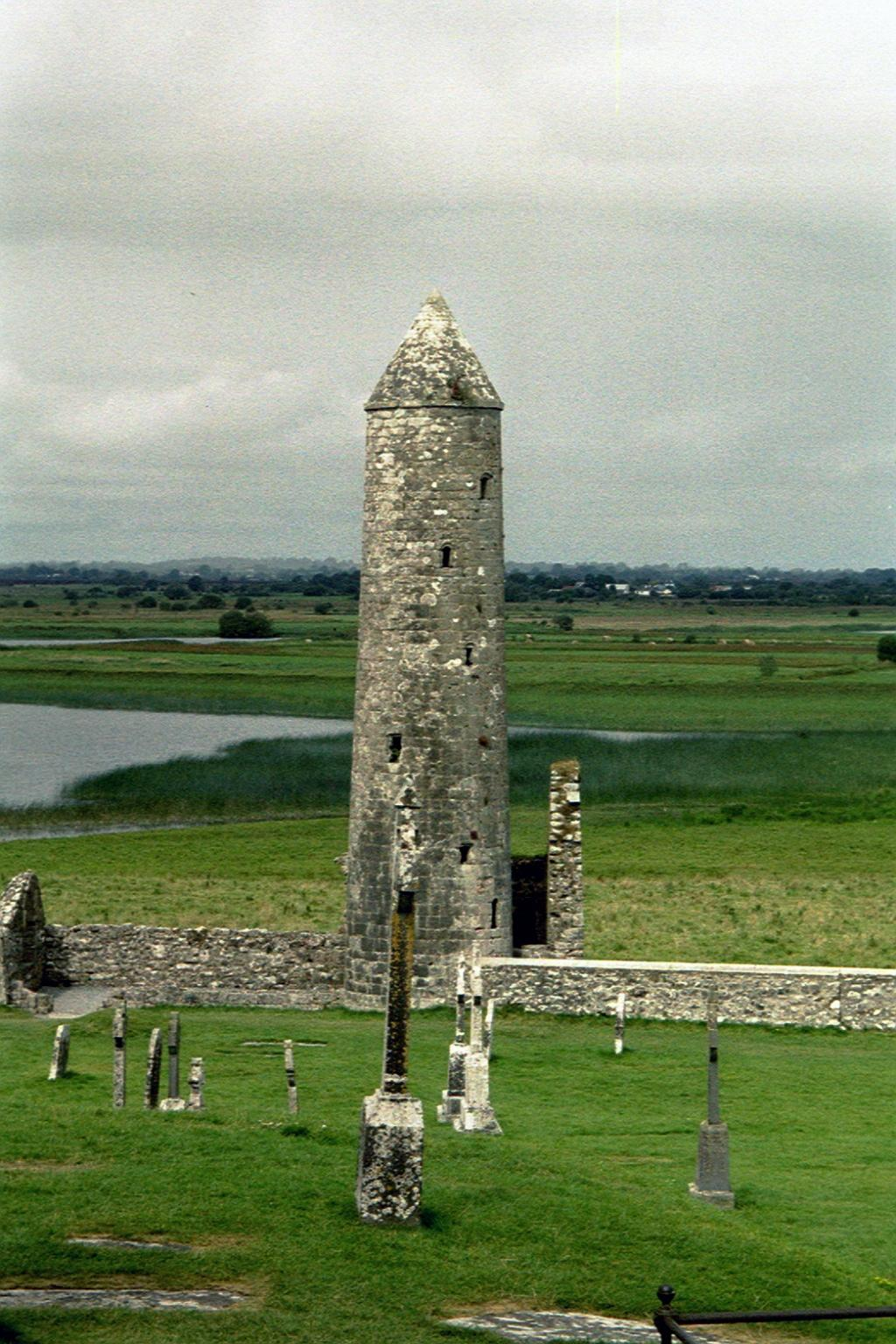
Okrągła wieża